# Ходж, Чарли
Чарльз Эдвард (Чарли) Ходж (англ. Charles Edward 'Charlie' Hodge; 28 июля 1933, Лашин, Квебек — 16 апреля 2016, Абботсфорд, Британская Колумбия) — канадский хоккейный вратарь, тренер и скаут. Шестикратный обладатель Кубка Стэнли с клубом «Монреаль Канадиенс» (дважды — как запасной вратарь, не выходивший на лёд), двукратный обладатель Везина Трофи, обладатель Кубка Тёрнера с клубом «Цинциннати Мохокс».

## Биография
Чарли Ходж родился в пригороде Монреаля Лашине в 1933 году в семье сварщика. Он проявлял интерес к хоккею с раннего детства, но Джон Ходж, видя, что сын растёт миниатюрным и недостаточно мощен для полевого игрока, убедил Чарли, что лучшее место на площадке для него — в воротах. В плей-офф 1950 года Чарли дебютировал в юношеской хоккейной лиге Квебека в молодёжной команде «Монреаль Канадиенс», выйдя на замену основного вратаря; несмотря на то, что оба матча с участием Ходжа «Монреаль Джуниор Канадиенс» проиграли, им удалось завоевать в этом сезоне Мемориальный кубок.
К сезону 1951/52 Ходж уже был безусловным кандидатом на роль основного вратаря «Джуниор Канадиенс» и закончил его с лучшим показателем в лиге по пропущенным шайбам — 2,22 за игру. На следующий год Ходж выиграл 35 из 44 матчей, в которых участвовал, в том числе пять — всухую, что было лучшим показателем в юношеской лиге Квебека. В сезоне 1953/54 он перешёл в клуб «Цинциннати Мохокс», выступавший в профессиональной Международной хоккейной лиге. Он провёл в Цинциннати только год, но за этот сезон выиграл десять матчей на ноль — снова лучший показатель в лиге — и пропускал за игру 2,34 шайбы. «Мохокс» при его участии стали обладателями Кубка Тёрнера — главного трофея МХЛ.
В сезоне 1954/55, когда получил травму основной вратарь «Монреаль Канадиенс» Жак Плант, Ходж был впервые приглашён в основной состав «Канадиенс». 9 декабря 1954 года в игре с «Торонто Мейпл Лифс» он впервые отстоял на ноль матч НХЛ, а всего за сезон провёл за «Монреаль» 14 игр. Но пока Плант выступал за «Монреаль», у низкорослого и лёгкого Ходжа не было шансов закрепиться в основном составе команды: за первые девять лет профессионального контракта с «Монреалем» Чарли провёл за него лишь 63 игры (включая 30 матчей в сезоне 1960/61, из которых выиграл 18, в том числе четыре всухую). В эти годы он в основном играл в дочерних командах «Канадиенс», в частности «Монреаль Ройалз» и «Шавиниган Катарактс» в Квебекской профессиональной хоккейной лиге и «Рочестер Американс» и «Квебек Эйсез» в Американской хоккейной лиге; за эти годы он четырежды избирался в первую или вторую сборную звёзд этих младших профессиональных лиг. Его имя было за это время также дважды выгравировано на Кубке Стэнли в чемпионских составах «Канадиенс» — в сезоне 1957/58, в котором он провёл за команду 12 игр, и в 1959/60, благодаря единственному за сезон сыгранному за клуб матчу. Ещё дважды — в 1956 и 1959 годах — Ходж включался в заявку команды в Кубке Стэнли, но на лёд не выходил.
В летние месяцы, в перерывах между хоккейными сезонами, Ходж занимался греблей на каноэ, выступая за Лашинский гребной клуб. В 1955 году они с Артом Джорданом выиграли первенство Северной Америки для парных экипажей; Ходж был также в составе четвёрки, завоевавшей чемпионское звание на километровой дистанции. Планировалось его участие в олимпийском турнире в Мельбурне, но в итоге из-за выступлений за профессиональные хоккейные клубы ему отказали в статусе любителя и в гребле и не допустили на Олимпиаду.
В сезоне 1963/64 «Монреаль» в рамках масштабной сделки с «Нью-Йорк Рейнджерс» обменял Жака Планта на Лорна Уорсли, рассчитывая, что он станет новым основным вратарём клуба. Однако тот вскоре получил растяжение мышц бедра, и Ходж был вызван в «Монреаль» из «Квебек Эйсез». Он защищал ворота «Канадиенс» до конца сезона, сыграв 62 матча и одержав в них 33 победы, в среднем пропуская по 2,26 шайбы за игру. Его 8 побед на ноль были лучшим показателем в НХЛ в этом сезоне, и по итогам года Ходж стал обладателем Везина Трофи — награды лучшему вратарю лиги. В следующем сезоне Ходж делил место в воротах команды с Уорсли, который постепенно возвращал себе статус первого вратаря «Канадиенс», в частности, блестяще отстояв в плей-офф Кубка Стэнли и принеся клубу этот трофей впервые с 1960 года. Тем не менее Ходж был включён по итогам года во вторую сборную всех звёзд НХЛ. В сезоне 1965/66 он отыграл за «Канадиенс» 26 игр как запасной вратарь и по итогам года вторично был удостоен Везина Трофи, разделив его на сей раз с Уорсли и завоевав четвёртый за карьеру и второй подряд Кубок Стэнли. Однако уже сезон 1966/67 стал для Ходжа шагом назад: хотя он принял участие в 37 играх, его игра была не блестящей, и его начал вытеснять с первых ролей только что приобретённый «Монреалем» молодой вратарь Роги Вашон.
В итоге перед драфтом расширения «Канадиенс» не сочли нужным защищать контракт Ходжа, и его приобрёл новый клуб НХЛ «Окленд Силс». За первый сезон с новичками лиги Ходж провёл 58 матчей, но одержал в них лишь 13 побед (из 15 в общей сложности одержанных командой, из них три всухую) и потерпел больше всех в лиге поражений — 29. Часть следующего сезона он провёл в команде Западной хоккейной лиги «Ванкувер Кэнакс», где стал любимцем трибун; в сезоне 1969/70 его участие в играх «Силс» было сведено к минимуму, и на драфте расширения 1970 года его контракт снова был оставлен незащищённым. В результате его выбрали «Кэнакс», присоединившиеся к НХЛ. Ходж и двое других вратарей «Ванкувера» обеспечили новичкам лиги достойные показатели в их первый год в НХЛ — 56 очков по итогам регулярного сезона.
Отыграв всего один год в НХЛ за «Кэнакс», Ходж завершил игровую карьеру; он планировал сделать это годом позже, но разногласия с клубом по поводу контракта заставили его ускорить события. Он продолжил работать в Ванкувере как тренер молодёжной команды, одновременно занимаясь торговлей недвижимостью. Когда к НХЛ присоединился клуб «Виннипег Джетс», генеральный менеджер команды Джон Фергюсон, игравший с Ходжем в «Канадиенс» в 1960-е годы, пригласил его на должность скаута. После «Джетс» Ходж выполнял эти же обязанности сначала в «Тампа-Бэй Лайтнинг», а затем в «Питтсбург Пингвинз». Когда в 1992 году «Пингвинз» завоевали Кубок Стэнли во второй раз подряд, в число имён, выгравированных на трофее, были включены и имена скаутов — в том числе Ходжа.
Последние годы жизни Чарли Ходж провёл в пригороде Ванкувера Лэнгли. Он умер от сердечной недостаточности в апреле 2016 года в больнице Абботсфорда (Британская Колумбия) в возрасте 82 лет, оставив после себя вдову, трёх сыновей и девять внуков и правнуков.

## Статистика выступлений

### Регулярный сезон
| Сезон       | Команда                    | Лига        | И   | В   | П   | Н/ОТ | Мин    | ШП  | на 0 | ШП/И |
| ----------- | -------------------------- | ----------- | --- | --- | --- | ---- | ------ | --- | ---- | ---- |
| 1950-51     | Монреаль Джуниор Канадиенс | QJHL        | 23  | 14  | 8   | 0    | 1320   | 57  | 1    | 2.59 |
| 1951-52     | Монреаль Джуниор Канадиенс | QJHL        | 45  | 32  | 10  | 3    | 2700   | 100 | 3    | 2.22 |
| 1951-52     | Монреаль Ройалз            | КХЛ         | 1   | 0   | 0   | 0    | 40     | 3   | 0    | 4.50 |
| 1952-53     | Монреаль Джуниор Канадиенс | QJHL        | 44  | 35  | 9   | 0    | 2640   | 100 | 5    | 2.27 |
| 1952-53     | Монреаль Ройалз            | КХЛ         | 1   | 0   | 1   | 0    | 60     | 4   | 0    | 4.00 |
| 1953-54     | Цинциннати Мохокс          | МХЛ         | 62  | —   | —   | —    | 3720   | 145 | 10   | 2.34 |
| 1953-54     | Буффало Байсонс            | АХЛ         | 3   | 2   | 1   | 0    | 180    | 10  | 0    | 3.33 |
| 1954-55     | Монреаль Канадиенс         | НХЛ         | 14  | 6   | 4   | 4    | 820    | 31  | 1    | 2.27 |
| 1954-55     | Провиденс Редз             | АХЛ         | 5   | 3   | 2   | 0    | 300    | 18  | 1    | 3.60 |
| 1954-55     | Монреаль Ройалз            | КХЛ         | 35  | 17  | 17  | 1    | 2100   | 113 | 2    | 3.23 |
| 1955-56     | Сиэтл Американс            | ЗХЛ         | 70  | 31  | 37  | 2    | 4245   | 239 | 6    | 3.38 |
| 1956-57     | Рочестер Американс         | АХЛ         | 41  | 18  | 18  | 4    | 2460   | 132 | 2    | 3.22 |
| 1956-57     | Шавиниган Катарактс        | КХЛ         | 14  | 7   | 5   | 2    | 859    | 39  | 2    | 2.72 |
| 1957-58     | Монреаль Канадиенс         | НХЛ         | 12  | 8   | 2   | 2    | 720    | 31  | 1    | 2.58 |
| 1957-58     | Монреаль Ройалз            | КХЛ         | 48  | 23  | 21  | 4    | 2880   | 153 | 4    | 3.19 |
| 1958-59     | Монреаль Ройалз            | КХЛ         | 24  | 15  | 8   | 1    | 1440   | 67  | 1    | 2.79 |
| 1958-59     | Рочестер Американс         | АХЛ         | 4   | 0   | 4   | 0    | 240    | 12  | 0    | 3.00 |
| 1958-59     | Монреаль Канадиенс         | НХЛ         | 2   | 1   | 1   | 0    | 120    | 6   | 0    | 3.00 |
| 1959-60     | Монреаль Ройалз            | EPHL        | 33  | 15  | 12  | 6    | 1980   | 96  | 5    | 2.91 |
| 1959-60     | Халл-Оттава Канадиенс      | EPHL        | 26  | 15  | 6   | 5    | 1560   | 74  | 2    | 2.85 |
| 1959-60     | Монреаль Канадиенс         | НХЛ         | 1   | 0   | 1   | 0    | 60     | 3   | 0    | 3.00 |
| 1960-61     | Монреаль Канадиенс         | НХЛ         | 30  | 18  | 8   | 4    | 1800   | 74  | 4    | 2.47 |
| 1960-61     | Монреаль Ройалз            | EPHL        | 22  | 5   | 13  | 4    | 1320   | 74  | 0    | 3.36 |
| 1961-62     | Квебек Эйсез               | АХЛ         | 65  | 28  | 33  | 4    | 3900   | 185 | 5    | 2.85 |
| 1962-63     | Квебек Эйсез               | АХЛ         | 67  | 31  | 25  | 11   | 4020   | 190 | 4    | 2.84 |
| 1963-64     | Монреаль Канадиенс         | НХЛ         | 62  | 33  | 18  | 11   | 3720   | 140 | 8    | 2.26 |
| 1963-64     | Квебек Эйсез               | АХЛ         | 10  | 4   | 6   | 0    | 600    | 32  | 1    | 3.20 |
| 1964-65     | Монреаль Канадиенс         | НХЛ         | 53  | 26  | 16  | 10   | 3180   | 135 | 3    | 2.55 |
| 1965-66     | Монреаль Канадиенс         | НХЛ         | 26  | 12  | 7   | 2    | 1301   | 56  | 1    | 2.58 |
| 1966-67     | Монреаль Канадиенс         | НХЛ         | 37  | 11  | 15  | 7    | 2055   | 88  | 3    | 2.57 |
| 1967-68     | Окленд Силс                | НХЛ         | 58  | 13  | 29  | 13   | 3311   | 158 | 3    | 2.86 |
| 1968-69     | Окленд Силс                | НХЛ         | 14  | 4   | 6   | 1    | 781    | 48  | 0    | 3.69 |
| 1968-69     | Ванкувер Кэнакс            | WHL         | 13  | 7   | 2   | 4    | 779    | 32  | 0    | 2.54 |
| 1969-70     | Окленд Силс                | НХЛ         | 14  | 3   | 5   | 2    | 738    | 43  | 0    | 3.50 |
| 1970-71     | Ванкувер Кэнакс            | НХЛ         | 35  | 15  | 13  | 5    | 1967   | 112 | 0    | 3.42 |
| Итого в НХЛ | Итого в НХЛ                | Итого в НХЛ | 358 | 150 | 125 | 61   | 20,753 | 925 | 24   | 2.70 |
| Итого в КХЛ | Итого в КХЛ                | Итого в КХЛ | 121 | 62  | 51  | 8    | 7279   | 372 | 9    | 3.07 |
| Итого в АХЛ | Итого в АХЛ                | Итого в АХЛ | 195 | 86  | 89  | 19   | 11,700 | 567 | 13   | 2.91 |

### Плей-офф
| Сезон                | Команда                    | Лига                 | И  | В | П | Н/ОТ | Мин | ШП | на 0 | ШП/И |
| -------------------- | -------------------------- | -------------------- | -- | - | - | ---- | --- | -- | ---- | ---- |
| 1949-50              | Монреаль Джуниор Канадиенс | Мемориальный кубок   | 2  | 0 | 2 | 0    | 122 | 11 | 0    | 5.41 |
| 1950-51              | Монреаль Джуниор Канадиенс | QJHL                 | 9  | 4 | 5 | 0    | 564 | 31 | 0    | 3.30 |
| 1951-52              | Монреаль Джуниор Канадиенс | QJHL                 | 11 | 9 | 2 | 0    | 669 | 19 | 0    | 1.70 |
| 1951-52              | Монреаль Джуниор Канадиенс | Мемориальный кубок   | 8  | 4 | 4 | 0    | 480 | 32 | 1    | 4.00 |
| 1952-53              | Монреаль Джуниор Канадиенс | QJHL                 | 7  | — | — | —    | 560 | 18 | 0    | 2.57 |
| 1953-54              | Цинциннати Мохокс          | МХЛ                  | 11 | 8 | 3 | 0    | 660 | 19 | 2    | 1.73 |
| 1954-55              | Монреаль Канадиенс         | Кубок Стэнли         | 4  | 1 | 2 | —    | 84  | 6  | 0    | 4.29 |
| 1957-58              | Монреаль Ройалз            | КХЛ                  | 7  | 2 | 4 | 0    | 380 | 25 | 1    | 3.95 |
| 1958-59              | Монреаль Ройалз            | КХЛ                  | 2  | 2 | 0 | 0    | 120 | 4  | 0    | 2.00 |
| 1959-60              | Халл-Оттава Канадиенс      | EPHL                 | 7  | 3 | 4 | 0    | 430 | 24 | 0    | 3.35 |
| 1963-64              | Монреаль Канадиенс         | Кубок Стэнли         | 7  | 3 | 4 | —    | 420 | 16 | 1    | 2.29 |
| 1964-65              | Монреаль Канадиенс         | Кубок Стэнли         | 5  | 3 | 2 | —    | 300 | 10 | 1    | 2.00 |
| 1968-69              | Ванкувер Кэнакс            | ЗХЛ                  | 8  | 8 | 0 | 0    | 497 | 12 | 1    | 1.45 |
| Итого в Кубке Стэнли | Итого в Кубке Стэнли       | Итого в Кубке Стэнли | 16 | 7 | 8 | —    | 804 | 32 | 2    | 2.39 |